# Vlag van Soriano

Vlag van Soriano (ratio 2:3)

De vlag van Soriano bestaat uit vijf horizontale banen in de kleurencombinatie blauw-rood-wit-rood-blauw, met in het midden van de witte baan in hoofdletters de woorden Aquí nació la patria. De buitenste banen nemen 2/9 van de hoogte van de vlag in, de rode banen elk 1/9 en de witte baan 3/9. De vlag werd op 11 september 1994 aangenomen.
De bovenste blauwe baan symboliseert de hemel en (daarmee) de grootse aspiraties van de inwoners van Soriano. De onderste blauwe baan staat voor het water, dat voor de vooruitgang van het gebied heeft gezorgd. De rode banen staan voor het bloed dat twee strijders voor de Uruguayaanse onafhankelijkheid in het departement in hun strijd hebben verloren. Het gaat hier om José Artigas die in 1811 Mercedes innam en als hoofdkwartier gebruikte en om Juan Antonio Lavalleja die in 1825 om Playa de la Agraciada vocht. De middelste baan is wit en staat voor kracht en eer.
De leus Aquí nació la patria betekent "Hier werd het moederland" geboren en duidt op de historische gebeurtenissen die in het departement Soriano plaatsvonden en die hebben geleid tot de Uruguayaanse onafhankelijkheid.